# برونیک ناسیه
برونیک ناسیه (به صربی: Brvenik Naselje) یک روستا در صربستان است که در Raška واقع شده‌است. برونیک ناسیه ۴۰۸ نفر جمعیت دارد.